# Enna jullieni
Espèce
Synonymes
- Hesydrus jullieni Simon, 1898

Enna jullieni est une espèce d'araignées aranéomorphes de la famille des Trechaleidae.

## Distribution
Cette espèce se rencontre au Panama, en Colombie et au Venezuela.

## Description
La carapace de la femelle décrite par Silva, Lise et Carico en 2008 mesure 3,01 mm de long sur 2,53 mm de large.

## Publication originale
- Simon, 1898 : Descriptions d'arachnides nouveaux des familles des Agelenidae, Pisauridae, Lycosidae et Oxyopidae. Annales de la Société entomologique de Belgique, vol. 42, p. 1-34 (texte intégral).